# Pterostichus haftorni
Pterostichus haftorni är en skalbaggsart som beskrevs av Carl Hildebrand Lindroth. Pterostichus haftorni ingår i släktet Pterostichus och familjen jordlöpare. Inga underarter finns listade i Catalogue of Life.